# Latakia
Latakia (en árabe: اللاذقية‎ Al-Lādhiqīyah) es una localidad costera de Siria, capital de la provincia homónima.
En latín fue conocida como Laodicea ad Mare. El nombre original sobrevive en la forma árabe como al-Ladhiqiyyah (en árabe: اللاذقية), del que procede del francés Lattaquié y del inglés Latakia.
Además de ser la principal ciudad portuaria de Siria, es un importante centro manufacturero alimentaria y textil para las ciudades y pueblos agrícolas de los alrededores por su proximidad al fértil valle del Orontes. Es conocida en el mundo del tabaco gracias a que el Tabaco Latakia lleva su nombre. 
Es la quinta ciudad más grande de Siria después de Alepo, Damasco, Homs y Hama. El Cabo Apostolos Andreas, extremo nororiental de Chipre, está a unos 109 kilómetros.

## Historia
Aunque el emplazamiento de la ciudad ha estado habitado desde el II milenio a. C., la ciudad fue fundada como ciudad griega en el siglo IV a. C. con el nombre de Laodicea (en griego: Λαοδικεία) por Seleuco I Nicator en honor a su madre Laódice, bajo el dominio del Imperio seléucida griego.
Posteriormente, Latakia fue gobernada por los romanos y los bizantinos, seguidos de los rashiduns, los omeyas y los abasíes durante los siglos VII-X. Los grupos gobernantes bizantinos atacaron la ciudad con frecuencia, recuperándola periódicamente antes de perderla de nuevo a manos de las potencias árabes, especialmente los fatimíes. Después, Latakia fue gobernada sucesivamente por los turcos selyúcidas, los cruzados, los ayubíes, los mamelucos y los otomanos. Tras la Primera Guerra Mundial, Latakia fue asignada al mandato francés de Siria, donde sirvió como capital del territorio autónomo de los alauitas. Este territorio autónomo se convirtió en el Estado alauita en 1922, proclamando su independencia varias veces hasta reintegrarse en Siria en 1944.
En 1930 nació en la localidad el expresidente sirio Háfez al-Ásad. 
Es sede de la Archidiócesis Metropolitana de Latakia del Patriarcado de Antioquía.

## Demografía
Su población se estimaba en 554 000 habitantes. De ellos, aproximadamente, el 50% son alauíes, el 30% cristianos y el 20% musulmanes suníes.
Pero según una estimación de 2023, la población de la ciudad es de 709 000 habitantes. Su población aumentó considerablemente como consecuencia de la guerra civil siria, que provocó una afluencia de desplazados internos procedentes de las zonas controladas por los rebeldes.

## Ciudades hermanadas
Latakia mantiene un hermanamiento de ciudades con:
- Afyonkarahisar (Turquía)
- Yalta (Crimea)
- Constanza (Rumania)
- Mersin (Turquía)

## Juegos Mediterráneos
| Predecesor: Casablanca | Ciudad Mediterránea 1987 | Sucesor: Atenas |